# 上野村 (大分県)
上野村（かみのむら）は、大分県南海部郡にあった村。現在の佐伯市の一部にあたる。

## 地理
番匠川下流域左岸部、支流・井崎川との合流点付近一帯に位置していた。

## 歴史
- 1889年（明治26年）4月1日、町村制の施行により、南海部郡井崎村、上小倉村、小田村、山梨子村が合併して村制施行し、上野村が発足[1][2]。旧村名を継承した井崎、上小倉、小田、山梨子の4大字を編成[2]。
- 1956年（昭和31年）2月1日、南海部郡明治村、切畑村と合併し、昭和村を新設して廃止された[1][2]。

## 産業
- 農業、養蚕、佐伯障子紙[2]